# Union du peuple léonais
L'Union du peuple léonais (en espagnol, Unión del Pueblo Leonés) est un parti politique espagnol de type régionaliste fondé en 1986.

## Description
Le parti vise à obtenir un statut de région pour le Pays léonais distinct de la vieille-Castille désormais regroupés au sein de la région Castille-et-León. 

## Résultats électoraux

### Aux Cortes de Castille-et-Léon
| Année | Voix   | %    | Sièges | Rang | Gouvernement |
| ----- | ------ | ---- | ------ | ---- | ------------ |
| 1987  | 8 963  | 0,63 | 0 / 84 | 8e   | Opposition   |
| 1991  | 11 432 | 0,84 | 0 / 84 | 6e   | Opposition   |
| 1995  | 29 425 | 2,62 | 2 / 84 | 4e   | Opposition   |
| 1999  | 54 158 | 3,71 | 3 / 83 | 4e   | Opposition   |
| 2003  | 56 389 | 3,68 | 2 / 82 | 3e   | Opposition   |
| 2007  | 40 781 | 2,73 | 2 / 83 | 3e   | Opposition   |
| 2011  | 26 660 | 1,92 | 1 / 84 | 4e   | Opposition   |
| 2015  | 19 176 | 1,44 | 1 / 84 | 6e   | Opposition   |
| 2019  | 28 057 | 2,04 | 1 / 81 | 7e   | Opposition   |
| 2022  | 52 098 | 4,28 | 3 / 81 | 6e   | Opposition   |